# Chomice (województwo pomorskie)
Chomice – osada kaszubska w Polsce na Pojezierzu Bytowskim położona w województwie pomorskim, w powiecie bytowskim, w gminie Bytów. Wieś jest częścią sołectwa Świątkowo.
W latach 1975–1998 miejscowość położona była w województwie słupskim.
W miejscowości działało Państwowe Gospodarstwo Rolne Chomice.
Inne miejscowości o nazwie Chomice: Chomice, Chomiczówka (warszawskie osiedle)